# Smarty Pants
Smarty Pants é um jogo de video game de perguntas e respostas (trivia) desenvolvido pela Eletronic Arts. O jogo foi lançado exclusivamente para o Nintendo Wii em novembro de 2007. O jogo dispõe mais de 20.000 perguntas de tópicos variados.

## Categorias
As perguntas são divididas nas seguintes categorias, que são sorteadas na roda, o qual o Wii Remote é utilizado para girar:
- Artes
- Livros
- Entretenimento
- Moda
- Games
- Lugares e pessoas
- Ciências
- Esporte

## Ligações Externas
- Ficha do jogo no GameStart[ligação inativa]